# Stávkokaz (povídka)
Stávkokaz (anglicky „Strikebreaker“) je krátká vědeckofantastická povídka spisovatele Isaaca Asimova, která vyšla poprvé v lednu 1957 v časopise The Original Science Fiction Stories pod názvem „Male Strikebreaker“. Isaac Asimov ohledně této změny konstatoval, že to byl vrchol hloupých přejmenovávání jeho titulních názvů.
Povídka byla následně zařazena do sbírky Nightfall and Other Stories (1969) pod původním Asimovovým názvem „Strikebreaker“. Česky vyšla ve sbírce Sny robotů (1996) a Velmistři SF 2 (Baronet, 2002).

## Postavy
- Elvis Blei – rada extrasolární planetky Elsevere
- Steven Lamorak – sociolog ze Země
- Igor Ragusnik – Elseveřan zpracovávající lidské exkrementy

## Děj
Pozemský sociolog Steven Lamorak přilétá na extrasolární planetku Elsevere (průměr 150 km, 300 000 obyvatel), kde hodlá provádět výzkum. Uvítá ho rada Elvis Blei. Lamorak zde nachází společnost se strnulým kastovním systémem, v němž se určité rodiny věnují pouze specifickým oborům a navzájem se nemísí. Záhy zjistí, že Elseveřan jménem Igor Ragusnik stávkuje.
Rodina Ragusniků se po generace věnuje zpracovávání a recyklaci odpadů. Pro fungování tak malého světa je to nezbytné, takže voda se např. recykluje z lidských výkalů. Tato práce však obnáší společenskou isolaci, Ragusnik se se svou rodinou nesmí stýkat s jinými obyvateli. Pro pokračování rodu odpovědní činitelé Elsevere posílají Ragusnikům sirotky, aby nedocházelo k incestu a následné degeneraci. Nikdo z obyvatel planetky by takovou práci (recyklace lidských odpadů) nedělal. Ragusnikov ale nechce, aby jeho syn byl podobně vyděděný a tak hrozí zamořit planetku výkaly, pokud mu členové rady neustoupí v požadavcích.
Jeho úsilí zhatí Lamorak, který se dobrovolně nabídne radě Elsevere, že Ragusnikovu práci dočasně převezme. Naučí se ovládání automatů a spustí opět proces zpracovávání. Ragusnik vidí, že nic nezmůže a vrátí se ke své práci. Lamorak ho povzbuzuje, že nyní, když Elseveřané vědí, jak isolovaně se cítí, určitě nastane nějaká změna. Ragusnik mu nevěří.
Když se Steven Lamorak chystá opustit Ragusnikův operační prostor, je nemile překvapen. Chodba byla zahrazena a Elvis Blei jej z reproduktoru informuje, že bude muset opustit planetku, protože se s ním už žádný z Elseveřanů nesetká. Jeho výzkumy jsou u konce. Stal se nejen stávkokazem, ale i „druhým Ragusnikem“.